# Kipplaufwaffe

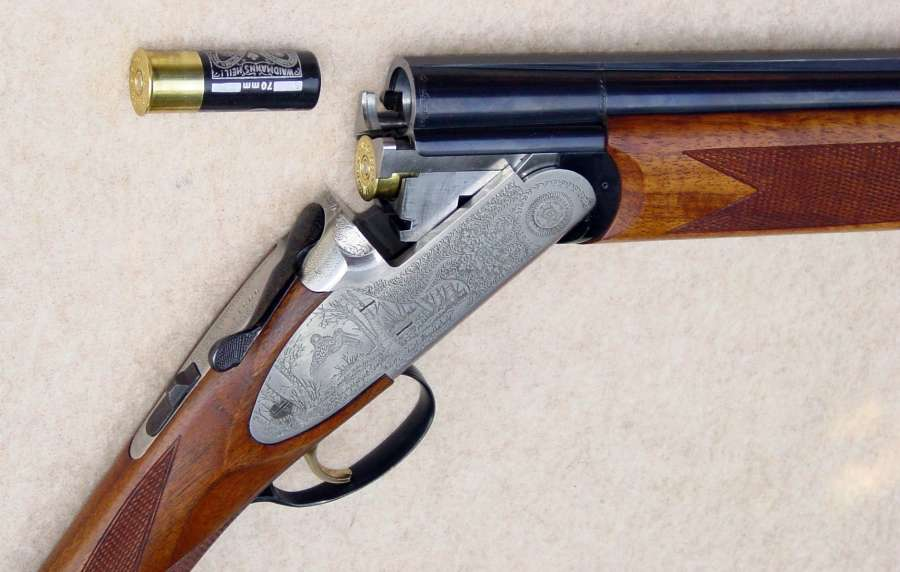
Kipplaufwaffe: Bockflinte

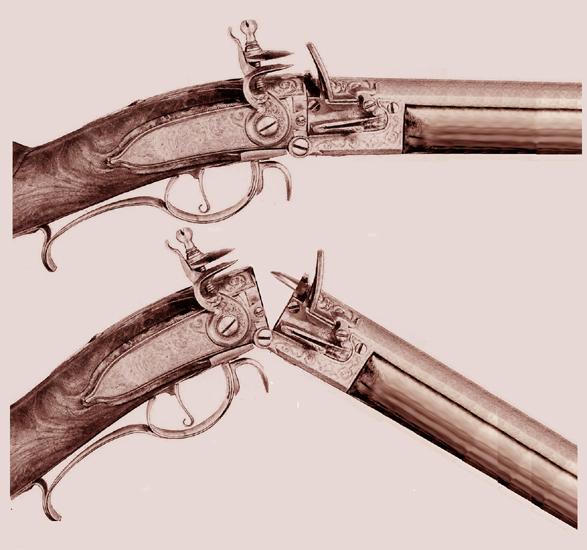
Kipplauf Steinschlossflinte

Kipplaufwaffe ist ein Begriff zur Typologie von Waffen. Klassifiziert werden damit Handfeuerwaffen, meistens Langwaffen, Revolver und einschüssige Scheibenpistolen, bei denen durch Abkippen des Laufes oder des Laufbündels das Patronenlager freigegeben und so das Laden ermöglicht wird. Auch viele Druckluftwaffen wie Luftgewehre werden durch Abkippen des Laufes wieder schussbereit gemacht.

## Technik
Moderne Kipplaufwaffen verfügen über Auszieherkrallen oder Ejektoren, die beim Öffnen der Waffe die leeren Hülsen aus dem Patronenlager ziehen oder auswerfen und dadurch das Nachladen erleichtern. Das Kipplaufsystem wird meistens bei Jagdgewehren wie Flinten, Büchsen, kombinierten Waffen, sowie bei Revolvern und Signalpistolen verwendet. Bei einläufigen Büchsen und Flinten hat sich das Repetiersystem durchgesetzt.

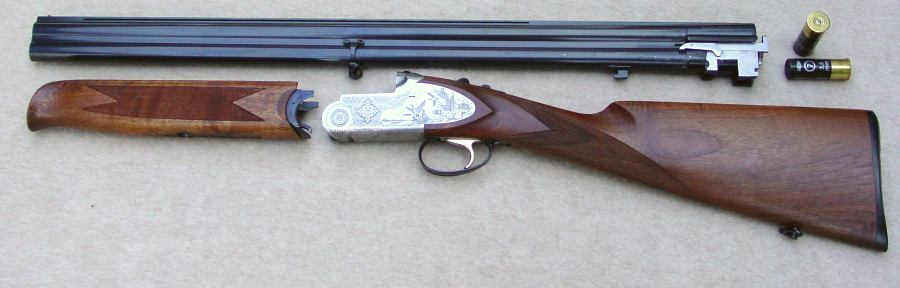
Bockflinte zerlegt

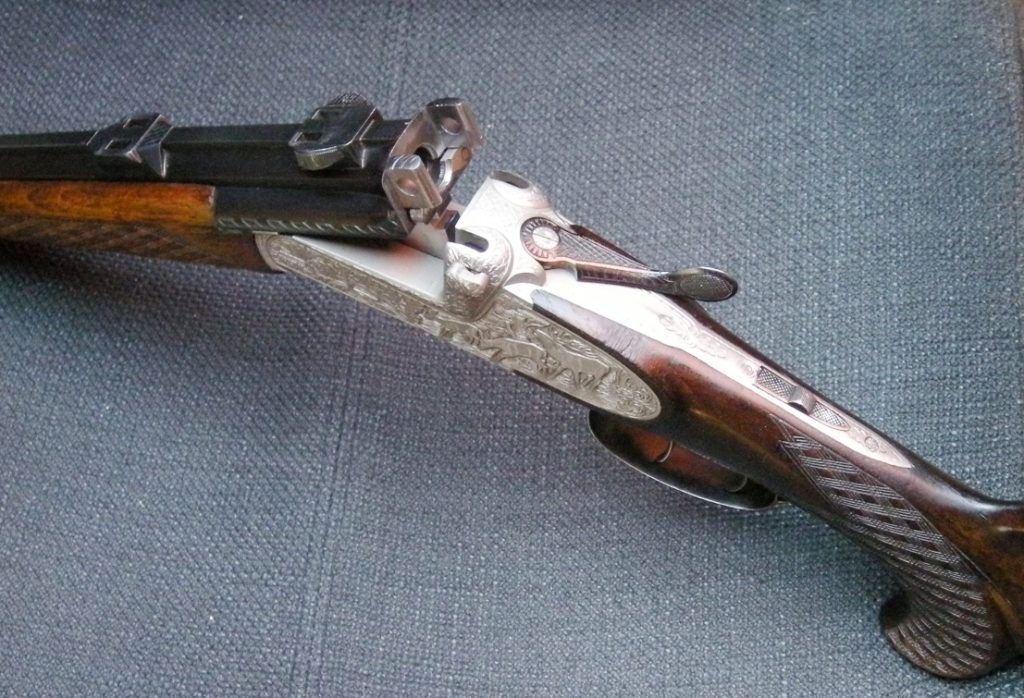
Ferlacher Kipplaufbüchse

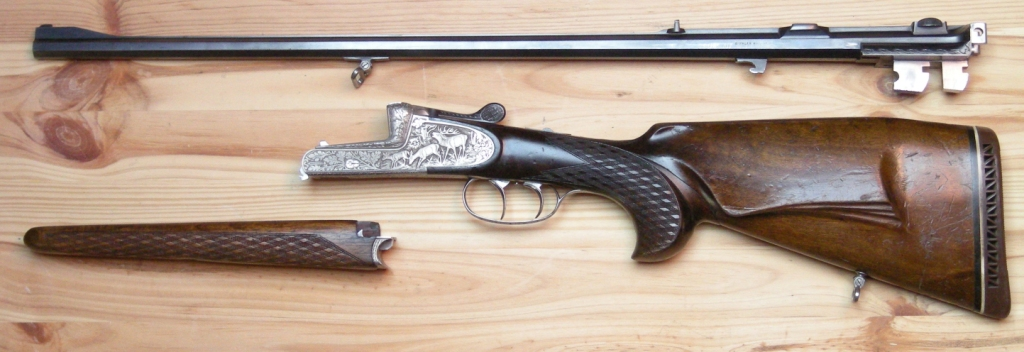
Kipplaufbüchse zerlegt

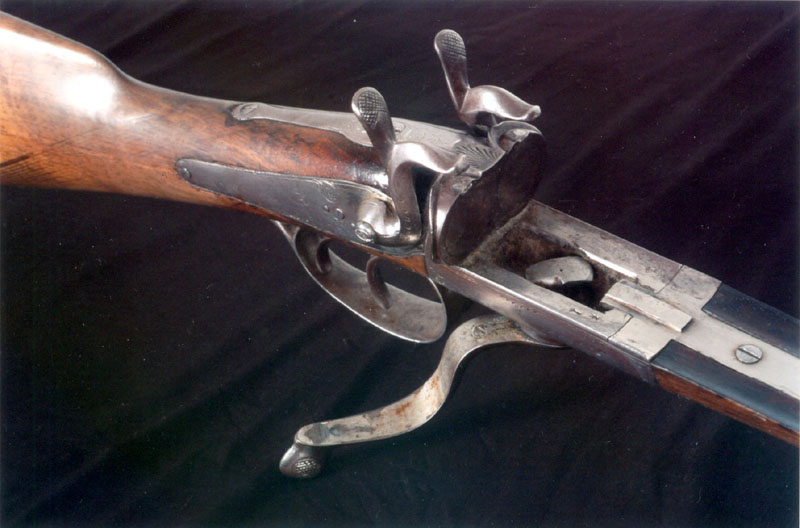
Doppelflinte mit Lefaucheux-Zündung

Kipplaufwaffen sind ohne Hilfsmittel in folgende Teile zerlegbar:
- Lauf oder Laufbündel
- Vorderschaft
- Hinterschaft mit angeschraubter Basküle

Bei modernen Flinten und beim klassischen Drilling werden die Schlosse überwiegend beim Abknicken der Läufe gespannt. Die Waffe ist damit nach dem Laden und Verschließen wieder schussbereit.  Bei einigen Drillingen wird eine separate Kugelspannung verwendet.
Kipplaufbüchsen verfügen meist über einen auf der Oberseite der Basküle liegenden Spannschieber, der je nach Modell für jeden Schuss separat gespannt wird. 
Flinten und Kugelwaffen mit einem oder mit zwei nebeneinander liegenden Läufen werden auch mit außen liegenden Hähnen ausgeführt.

## Verschlüsse
Folgende Verschlusssysteme für Kipplaufwaffen sind gebräuchlich:
- Greenerverschluss
- Kerstenverschluss oder Doppelgreener
- Purdeyverschluss
- Flankenverschluss
- Laufhakenverriegelung oder Keilverschluss
- Kippblockverschluss

## Schlosse

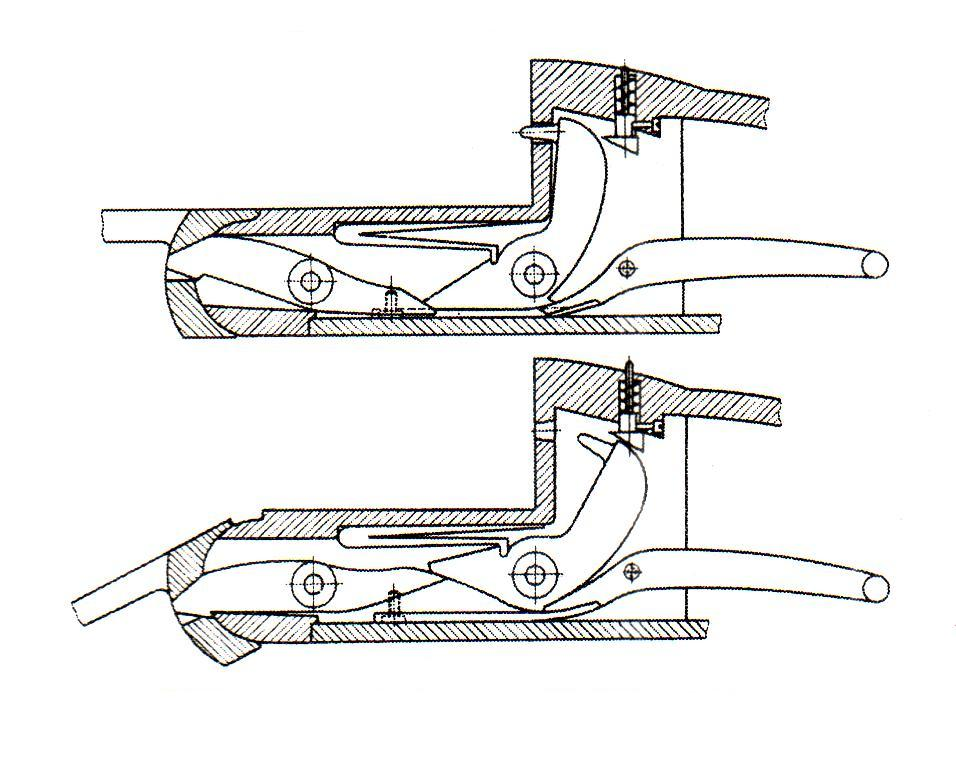
Schloss mit Selbstspanner

Folgende Schlosse sind gebräuchlich und als Oberkategorien anzusehen:
- Kastenschloss
- Seitenschloss
- Blitzschloss
- Zwei- oder Einschlosshandspannsysteme

## Typen

### Langwaffen

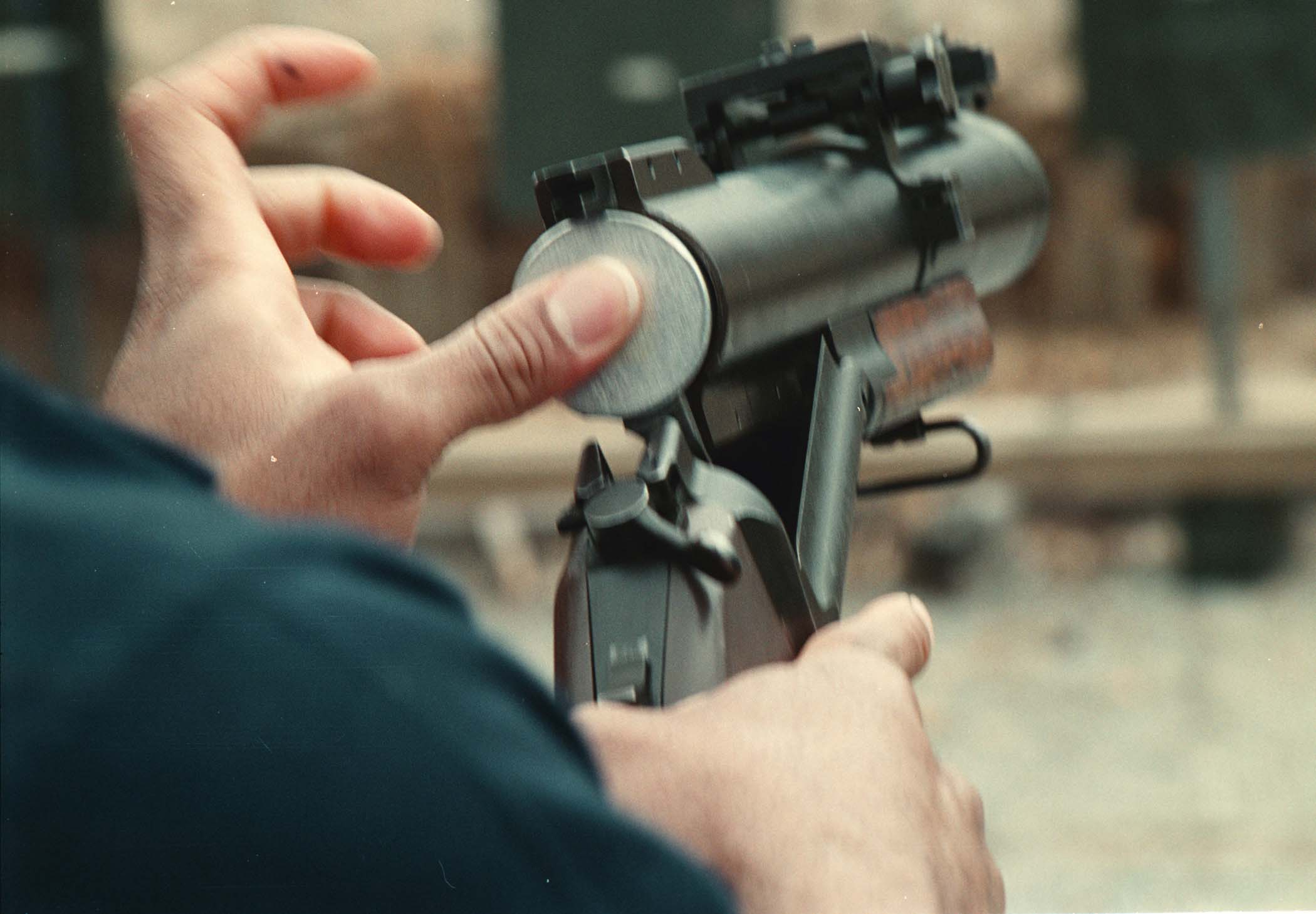
M79 Granatwerfer

Folgende Waffentypen sind gebräuchlich. Die Kombinationsmöglichkeiten von Läufen sind nur durch die Fähigkeiten des Büchsenmachers und durch die Bedienbarkeit limitiert:
- Kipplaufbüchse – ein Kugellauf
- Einläufige, einschüssige Flinten
- Doppelbüchse – zwei nebeneinanderliegende Kugelläufe gleichen Kalibers
- Bockbüchse – zwei übereinander liegende Kugelläufe gleichen Kalibers
- Bergstutzen – zwei übereinander liegende Kugelläufe unterschiedlichen Kalibers
- Doppelflinte – zwei nebeneinander liegende Flintenläufe gleichen Kalibers
- Bockflinte – zwei übereinander liegende Flintenläufe gleichen Kalibers
- Bockbüchsflinte – übereinander liegende Kugel- und Flintenläufe
- Büchsflinte – nebeneinander liegende Kugel- und Flintenläufe
- Normaldrilling – zwei nebeneinander liegende Flintenläufe gleichen Kalibers und mittig darunter angeordneter Kugellauf
- Drilling, Kugellauf oben – zwei nebeneinander liegende Flintenläufe gleichen Kalibers und mittig darüber angeordneter Kugellauf
- Doppelbüchsdrilling – zwei nebeneinander liegende Kugelläufe gleichen Kalibers und mittig darunter angeordneter Flintenlauf
- Bockbüchsdrilling – Triumphblock, Flintenlauf und zwei, schräg untereinander angeordnete, Kugelläufe unterschiedlichen Kalibers
- Büchsflintendrilling – zwei gleiche Kugelläufe und ein Schrotlauf, Anordnungsbasis von Büchsflinte, senkrecht gespiegelte Anordnung bei Blaser-Duo
- Waldläuferdrilling – zwei nebeneinander liegende Flintenläufe und darüber angeordneter Kugellauf in einem Schonzeitkaliber (z. B. .22 Hornet)
- Vierling – T-Vierling (T-Form), Schienenvierling oder Doppelbüchsvierling in Kreuzform angeordnete Läufe, oft mit zwei Flinten- und zwei Kugelläufen oder als Safarivierling mit vier Kugelläufen (meist zwei bis drei verschiedene Kaliber)

Anmerkung: Verschiedentlich werden Waffen mit übereinander angeordneten Läufen als „Bockdoppelbüchse/flinte“ bezeichnet. Hierbei handelt es sich um einen Pleonasmus („weißer Schimmel“). In der Waffentechnik werden übereinander liegende Läufe korrekt mit „Bock…“ („aufgebockt“), nebeneinanderliegende Läufe mit „Doppel…“ bezeichnet. Eine „Bockdoppelwaffe“ müsste also vier Läufe aufweisen.

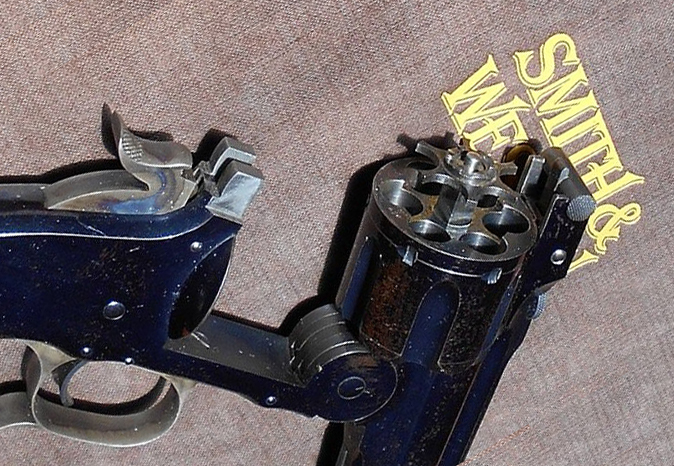
Smith & Wesson Kipplaufrevolver

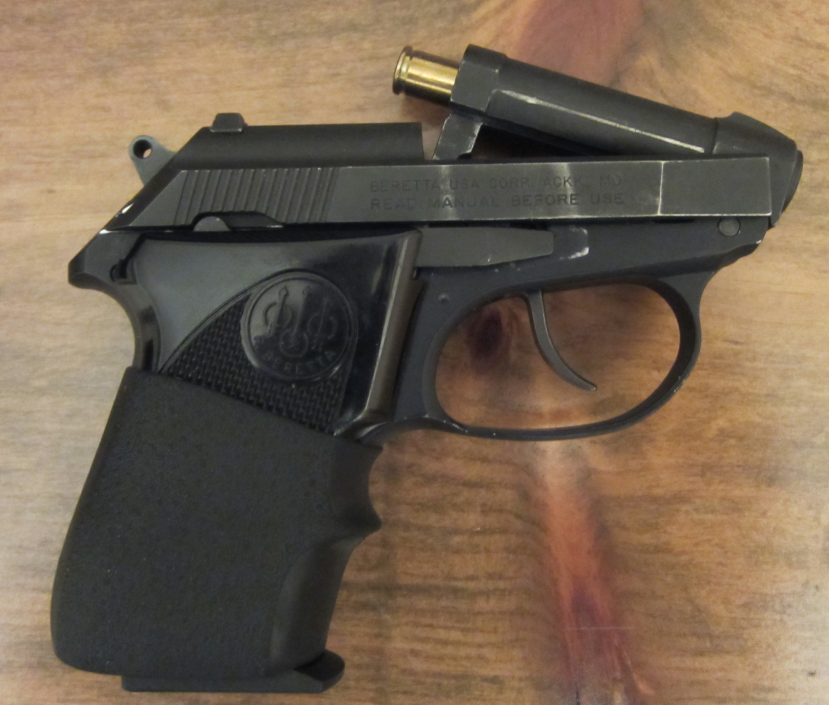
Beretta 3032 Tomcat in Kipplauf-Ausführung

### Kurzwaffen
- Smith & Wesson No 1 (tip-up action)

- Enfield-Revolver (top-break action)
- Webley-Revolver (top-break action)
- Smith & Wesson No 3 (top-break action)
- Smith & Wesson DA (top-break action)